# 対空表示
対空表示(たいくうひょうじ)とは、航空機や人工衛星を用いて高所から視認することを目的に用いられる標識および記号、文字である。

## 概要

### 測量での使用
空中写真を用いた写真測量法においては、座標の基準になる三角点や多角点、標定点に設置した標識を対空表示と呼ぶ。白色もしくは黄色の板を3～4枚使用し、地上（杭などで20cm浮かせる）や樹上に十字型やY字型、正方形などの形で配置する。
自律型無人航空機（ドローン）を用いた測量でも使用され、白・黒もしくは黄・黒の標識を標定点に設置する。

### 建造物における対空表示
飛行場
航空機の滑走路には航空交通管制上必要な標識が定められている。詳細は滑走路を参照。
ヘリポート
ヘリコプターの離着陸場に描かれる標識。一般ヘリポート用のHマークと緊急離着陸場を示すRマークを使い分ける。また、国際民間航空機関はドクターヘリを受け入れる病院ヘリポートのマークは白十字の中心に赤でHを描いたものと定めている。

ヘリサイン
防災拠点になる庁舎、小中学校の屋上および河川堤防に施された対空表示。災害時における地形の変化や他府県から応援に来たヘリコプター搭乗者に向けたもので、2011年の東日本大震災の教訓により普及が進んだ。四国では2011年より国道にもヘリサインの表示を行っている。

### 自動車における対空表示
航空機と地上車両が連携して活動するため、緊急車両や現金輸送車、バスなどは屋根に識別用の文字が書き込まれる。日本では警察のパトロールカーが所属を示すためのものを識別標識、消防車や救急車の上部に記したものを対空表示と呼ぶ。
また、西鉄バスジャック事件以降、一部のバス事業者は災害やテロに備えて屋根に事業者名や車両番号を表示するようになった。
詳細はAerial roof markingsを参照。

### 船舶における対空表示
航空母艦など航空機を運用する艦船は飛行甲板に発着艦のための標識が描かれるほか、上空から船舶を識別するため対空識別標識や艦番号などを表記することがある。
自衛艦も従来は、協同して対潜作戦を行う哨戒機などに向けた対空表示として、艦番号下二桁の記載を全艦に施していた（記載場所は飛行甲板もしくは艦橋天蓋）が、2020年代から多くの艦種が低視認性塗装化され、対空表示も廃止された。

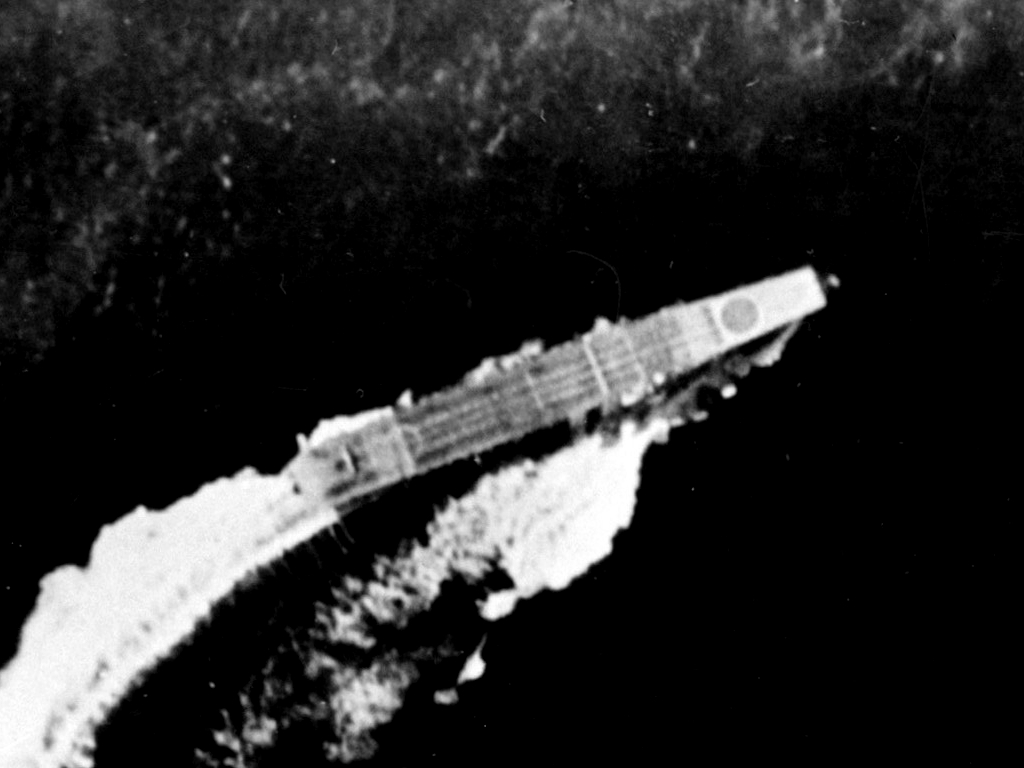
飛行甲板に日の丸を描いた日本の航空母艦蒼龍
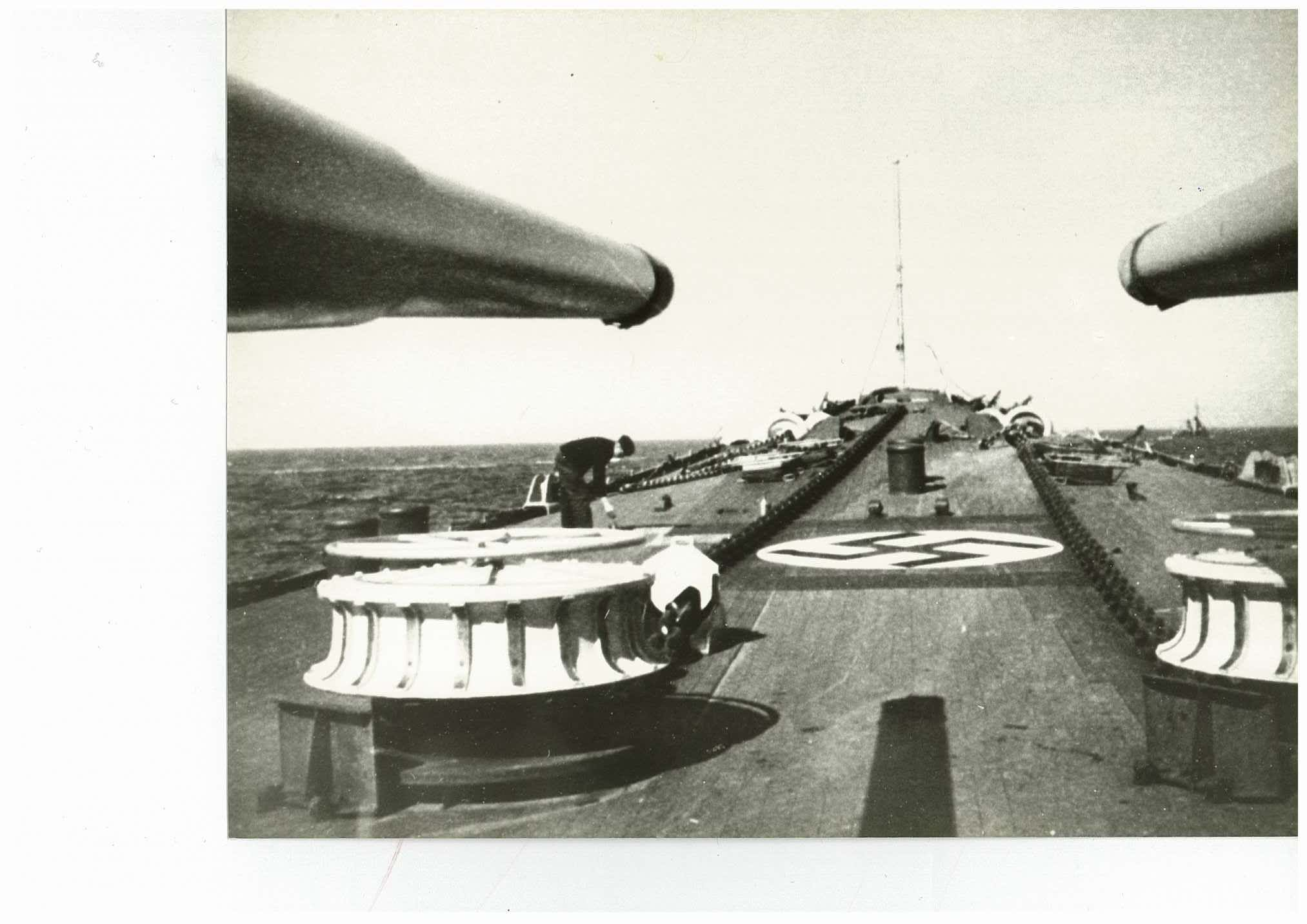
甲板に鍵十字章が描かれたドイツの重巡洋艦ブリュッヒャー

### ジュネーブ条約に基づく対空表示
ジュネーブ条約では戦地軍隊における傷病者の保護を定めており、赤十字を掲げた医師や救急車、病院に対する攻撃が禁止されている。
そのため野戦病院や病院船、野戦救急車の屋根には航空機から視認できるよう赤十字章、もしくは赤新月・赤水晶が描かれる。

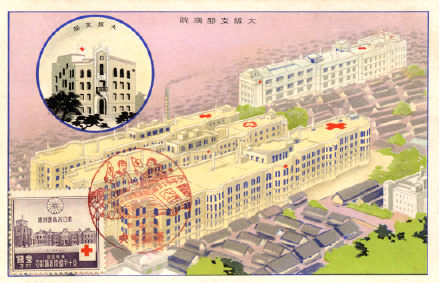
屋上に赤十字章を掲げた日本赤十字社大阪支部病院（1934年）
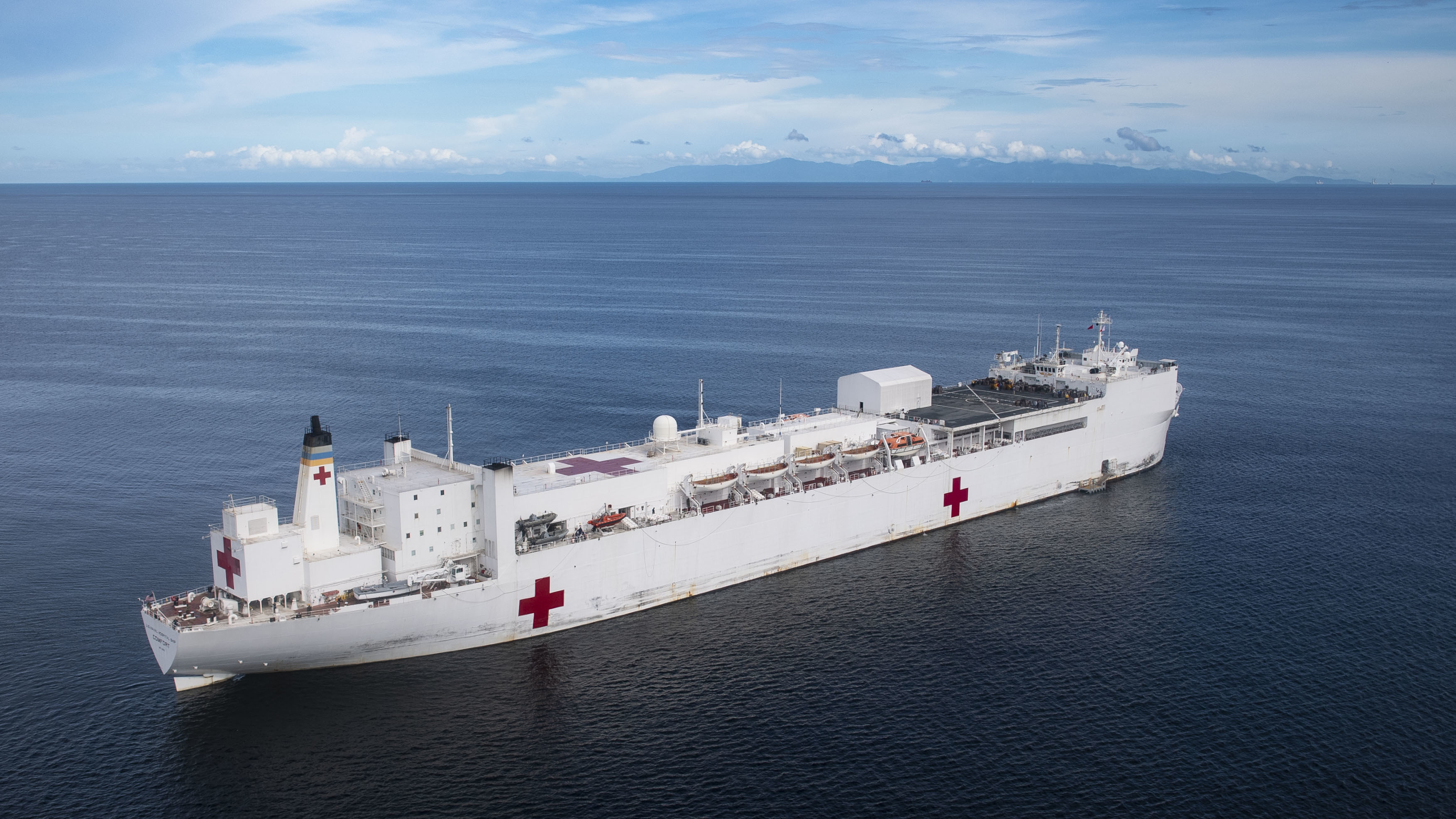
アメリカ海軍の病院船コンフォートの対空表示
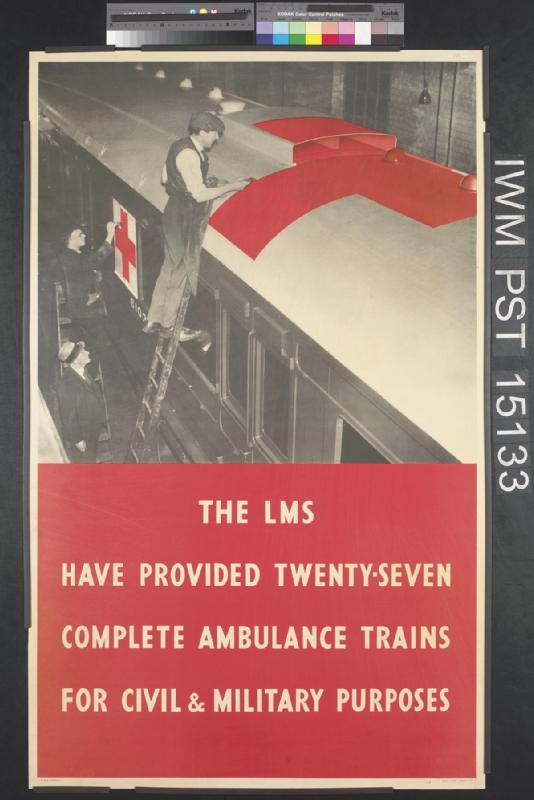
第二次大戦中、病院列車に改造されるLMSの客車（イギリス）
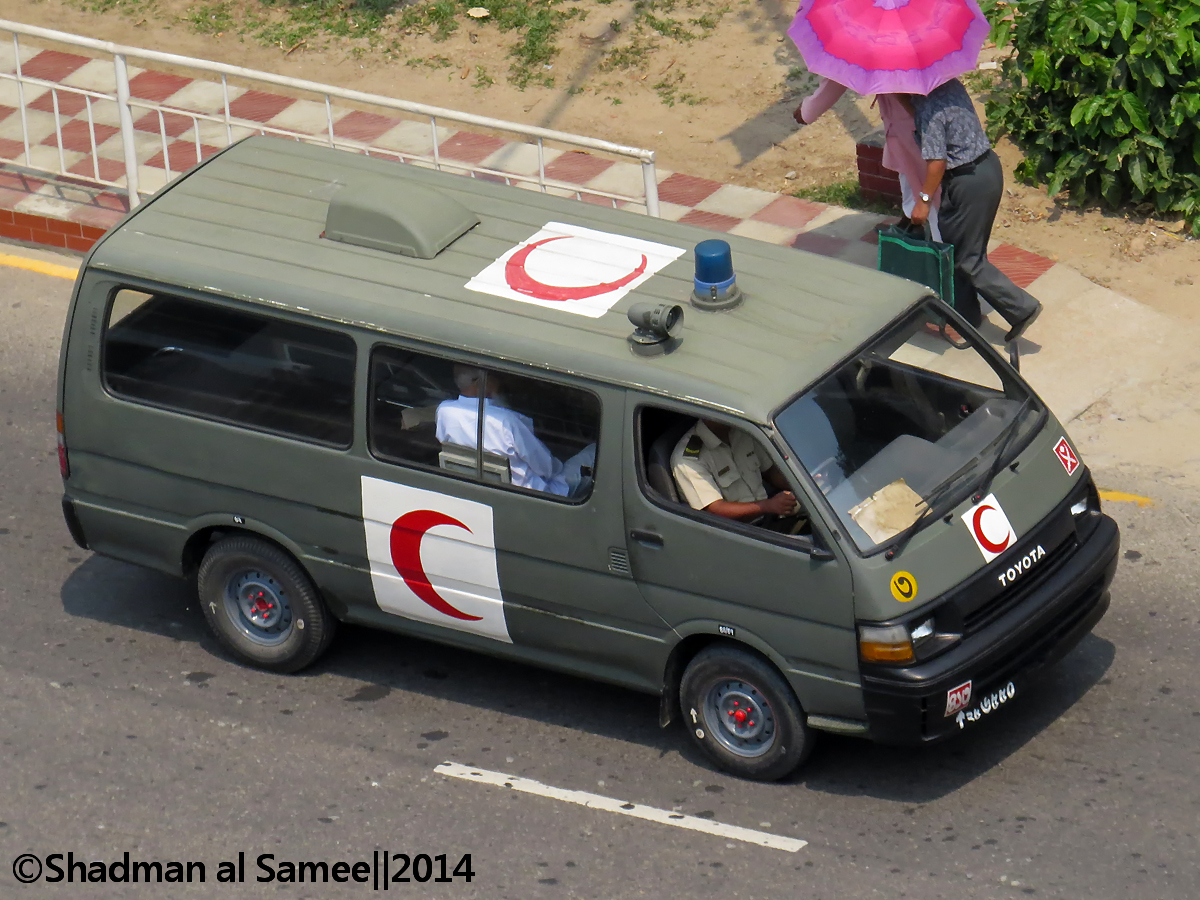
屋根に赤新月章を掲げたバングラデシュ軍の救急車

## 施工
空中から確実に視認できるよう、規定の記号や書体、大きさの遵守が求められる。いずれも屋外への表示であり、耐候性が要求される。防災用のヘリサインにはサーチライトの光に対する再帰反射性材料が使われることがある。